# کولو توره
کولو حبیب توره (فرانسوی: Kolo Abib Touré‎؛ زادهٔ ۱۹ مارس ۱۹۸۱) بازیکن فوتبال پیشین اهل ساحل عاج می‌باشد. او برادر بزرگتر یحیی توره دیگر بازیکن اهل ساحل عاج است. وی سابقهٔ بازی در تیم‌های آرسنال و منچستر سیتی را دارد. او همچنین ۱۲۰ بازی ملی برای تیم ملی فوتبال ساحل عاج انجام داده‌است و ۷ گل ملی در کارنامهٔ خود نیز دارد. توره بین سال‌های ۲۰۰۲ تا ۲۰۰۹ در مدت زمان حضورش در آرسنال یک قهرمانی در لیگ برتر و ۲ قهرمانی در جام حذفی انگلیس را با این تیم به دست آورد. او با آبی‌های منچستر هم یک مقام قهرمانی در لیگ برتر و یک مقام قهرمانی در جام حذفی را تصاحب کرد. کولو توره در سال ۲۰۰۳ از اعضای اصلی تیم آرسنالی بود که بدون شکست توانست لیگ جزیره را فتح کند.
او در دوران پایانی فوتبالش به باشگاه فوتبال سلتیک پیوست و ۲۰ بازی بدون شکست را در بازی‌های داخلی پشت سر گذاشت. طی این فصل او یک سه گانه لیگ، جام حذفی و جام اتحادیه را به دست آورد. به او در پایان فصل ۲۰۱۷-۲۰۱۶ قرارداد جدیدی به عنوان بازیکن پیشنهاد نشد اما پس از اعلام بازنشستگی تا سال ۲۰۱۹ به عنوان مربی در سلتیک مشغول به کار شد.

## افتخارات

### باشگاهی
آرسنال
- لیگ برتر فوتبال انگلستان: ۰۴–۲۰۰۳[۱]
- جام حذفی فوتبال انگلستان: ۰۳–۲۰۰۲، ۰۵–۲۰۰۴[۱]
- جام خیریه انگلستان: ۲۰۰۲، ۲۰۰۴[۱]
- لیگ قهرمانان اروپا: نایب قهرمان ۰۶–۲۰۰۵[۵]

منچستر سیتی
- لیگ برتر فوتبال انگلستان: ۱۲–۲۰۱۱[۶]

سلتیک
- پرمیرشیپ اسکاتلند: ۱۷–۲۰۱۶[۷]
- جام حذفی فوتبال اسکاتلند: ۱۷–۲۰۱۶[۸]

ساحل عاج
- جام ملت‌های آفریقا: ۲۰۱۵

فردی
- تیم منتخب [جام ملت‌های آفریقا: ۲۰۱۵[۹]